# Carsten Leth Schmidt
Carsten Leth Schmidt (født 3. december 1968) er en dansk politiker og landmand, der siden 2012 er partiformand for Slesvigsk Parti.
Han repræsenterer partiet i Haderslev byråd, hvor han er næstformand for kultur og fritidsudvalget og medlem af landdistriktetsudvalget.